# Atakan Karazor
Atakan Karazor (Essen, 13 ottobre 1996) è un calciatore tedesco naturalizzato turco, difensore o centrocampista dello Stoccarda, di cui è capitano.

## Biografia
Nasce ad Essen da genitori di origine turca. L'11 giugno 2022 viene arrestato dalla polizia spagnola a Ibiza con l'accusa di stupro. Dopo oltre un mese di detenzione viene rilasciato su cauzione.

## Caratteristiche tecniche
Nasce come difensore centrale, che si esprime al meglio in una difesa a tre. Nel corso della carriera viene sempre più spesso usato come mediano.

## Carriera

### Club
Cresciuto nelle giovanili del Bochum, nel 2015 si trasferisce al Borussia Dortmund II. Nel 2017 viene acquistato dall'Holstein Kiel, club militante in 2. Bundesliga. Nel 2019 passa allo Stoccarda, firmando un contratto quadriennale. Il 21 giugno 2020 realizza il suo primo gol, e contestualmente la sua prima doppietta, con la maglia dello Stoccarda nella vittoria esterna per 0-6 sul campo del Norimberga che vale la promozione in Bundesliga. Nel 2024, dopo più di 150 presenze ufficiali, viene nominato nuovo capitano della squadra sveva.

### Nazionale
Il 4 ottobre 2024 viene convocato per la prima volta da Vincenzo Montella, CT della Turchia, nazionale delle sue origini.

## Statistiche

### Presenze e reti nei club
Statistiche aggiornate al 7 dicembre 2024.
| Stagione                    | Squadra                     | Campionato                  | Campionato | Campionato | Coppe nazionali | Coppe nazionali | Coppe nazionali | Coppe continentali | Coppe continentali | Coppe continentali | Altre coppe | Altre coppe | Altre coppe | Totale | Totale | Totale |
| Stagione                    | Squadra                     | Comp                        | Pres       | Reti       | Comp            | Pres            | Reti            | Comp               | Pres               | Reti               | Comp        | Pres        | Reti        | Pres   | Reti   |        |
| --------------------------- | --------------------------- | --------------------------- | ---------- | ---------- | --------------- | --------------- | --------------- | ------------------ | ------------------ | ------------------ | ----------- | ----------- | ----------- | ------ | ------ | ------ |
| 2015-2016                   | Borussia Dortmund II        | RL                          | 30         | 1          |                 | -               | -               |                    | -                  | -                  |             | -           | -           | 30     | 1      |        |
| 2016-2017                   | Borussia Dortmund II        | RL                          | 29         | 0          |                 | -               | -               |                    | -                  | -                  |             | -           | -           | 29     | 0      |        |
| Totale Borussia Dortmund II | Totale Borussia Dortmund II | Totale Borussia Dortmund II | 59         | 1          |                 | -               | -               |                    | -                  | -                  |             | -           | -           | 59     | 1      |        |
| 2017-2018                   | Holstein Kiel               | 2L                          | 4          | 0          | CG              | 0               | 0               |                    | -                  | -                  |             | -           | -           | 4      | 0      |        |
| 2018-2019                   | Holstein Kiel               | 2L                          | 22         | 2          | CG              | 2               | 0               |                    | -                  | -                  |             | -           | -           | 24     | 2      |        |
| Totale Holstein Kiel        | Totale Holstein Kiel        | Totale Holstein Kiel        | 26         | 2          |                 | 2               | 0               |                    | -                  | -                  |             | -           | -           | 28     | 2      |        |
| 2017-2018                   | Holstein Kiel II            | RL                          | 5          | 0          |                 | -               | -               |                    | -                  | -                  |             | -           | -           | 5      | 0      |        |
| 2018-2019                   | Holstein Kiel II            | RL                          | 2          | 0          |                 | -               | -               |                    | -                  | -                  |             | -           | -           | 2      | 0      |        |
| Totale Holstein Kiel        | Totale Holstein Kiel        | Totale Holstein Kiel        | 7          | 0          |                 | -               | -               |                    | -                  | -                  |             | -           | -           | 7      | 0      |        |
| 2019-2020                   | Stoccarda                   | 2L                          | 23         | 2          | CG              | 2               | 0               |                    | -                  | -                  |             | -           | -           | 25     | 2      |        |
| 2020-2021                   | Stoccarda                   | BL                          | 19         | 0          | CG              | 0               | 0               |                    | -                  | -                  |             | -           | -           | 19     | 0      |        |
| 2020-2021                   | Stoccarda II                | RL                          | 2          | 0          |                 | -               | -               |                    | -                  | -                  |             | -           | -           | 2      | 0      |        |
| 2021-2022                   | Stoccarda                   | BL                          | 24         | 0          | CG              | 1               | 0               |                    | -                  | -                  |             | -           | -           | 25     | 0      |        |
| 2022-2023                   | Stoccarda                   | BL                          | 29+2       | 0          | CG              | 4               | 0               |                    | -                  | -                  |             | -           | -           | 35     | 0      |        |
| 2023-2024                   | Stoccarda                   | BL                          | 33         | 0          | CG              | 4               | 0               |                    | -                  | -                  |             | -           | -           | 37     | 0      |        |
| 2024-2025                   | Stoccarda                   | BL                          | 13         | 1          | CG              | 3               | 1               | UCL                | 5                  | 0                  | SG          | 0           | 0           | 22     | 2      |        |
| Totale Stoccarda            | Totale Stoccarda            | Totale Stoccarda            | 141+2      | 3          |                 | 14              | 1               |                    | 5                  | 0                  |             | 1           | 0           | 163    | 4      |        |
| Totale carriera             | Totale carriera             | Totale carriera             | 237        | 6          |                 | 16              | 1               |                    | 5                  | 0                  |             | 1           | 0           | 259    | 7      |        |

## Palmarès

### Competizioni nazionali
- Coppa di Germania: 1

Stoccarda: 2024-2025